# Дело Всеволода Королёва
«Дело Всеволода Королёва» — уголовное производство, длившееся в течение полутора лет в отношении документалиста и поэта Всеволода Королёва. Ему вменяли распространение «заведомо ложных сведений о событиях в Буче, Бородянке, Донецке и Мариуполе», которые он якобы сделал в двух сообщениях в социальной сети «ВКонтакте». Дело стало самым долгим «фейковым делом» в России. В итоге оказалось, что показания обоих свидетелей, а также сотрудника центра «Э» подделали ради вынесения обвинительного приговора. Обвиняемый 20 марта 2024 года был приговорён к трём годам колонии общего режима, а 2 июля 2024 года приговор был ужесточён до семи лет.

## Обвиняемый
Всеволод Анатольевич Королёв (род. 24 июля 1987 года) — российский документалист, поэт, социальный волонтёр, экскурсовод. Всеволод Королёв окончил с красным дипломом факультет философии. Он издал сборник стихотворений «Незабудки», снял фильмы о преследуемых по той же[какой?] статье журналистке издания RusNews Марии Пономаренко (д/ф «Холодный май») и художнице Саше Скочиленко (д/ф «Саша, мы с тобой»). Всеволод Королёв работал журналистом в журнале «Дискурс».
По информации издания «Новая газета Европа», Королёв посчитал катастрофой вторжение российских войск на территорию Украины. Он не раз выходил на антивоенные акции, два раза его задерживали и помещали под арест.

## Хронология событий
В Мариуполе погибло уже около десяти тысяч горожан. Волноваха стёрта с лица земли. Киев стоит и будет стоять, но снаряды ежедневно бьют по жилым домам. Мобилизация призывников в ДНР идёт хреново (за последние два года, согласно самим же ДНРовским отчётам, от обстрелов погибло 13 человек), хотя забривать пытаются всех. Да и вообще картинка так себе выходит. Поэтому с юго-восточного направления, контролируемого российскими силами, в Донецк прилетает кассетная бомба, выпущенная из комплекса «Точка-У». Комплексы эти вроде как сняты с вооружения ВС РФ, но недавно засветились, например, на направлении Мачулищи (военный аэродром неподалёку от Минска) — Болочанка, т.е. по факту вовсю используются. В рамках традиционной автогерменевтики ополченец Жучковский поясняет: «У Украины не осталось других вариантов, кроме терроризма». Ну да, то Навального отравят, то вон Донецк бомбить. И вообще, говорил же Путин, что Украина с 91-го года «пошла по пути механического копирования чужих моделей».
Те, кто не верят, что резню в Буче и Бородянке устроили русские военные, показывают какой-то поразительный уровень инфантилизма. Вот когда в полиции пытают, в рапортах потом пишут, что задержанный N нанес себе травмы сам. Катался там по полу, бился головой об углы, выхватил у сотрудника шокер и сам себя начал им бить и т. д. Вот это один в один, разве непонятно?
П. С. Какую-нибудь эвакуацию женщин и детей могли, конечно, сделать. Но об этом в принципе вправе говорить только граждане Украины, иначе это голимый виктимблейминг и поддержка реального агрессора, которому только это и надо. Пишу просто потому что хочется, чтобы хотя бы мои знакомые в этом не участвовали.
Согласно версии следствия, в апреле 2022 года правоохранительные органы в ходе слежки за контентом социальной сети «ВКонтакте» обнаружили два сообщения Всеволода Королёва, которые он написал 15 марта и 12 апреля 2022 года. По заявлению следствия в этих сообщениях была неверная информация.
11 июля 2022 года было возбуждено уголовное дело. 13 июля 2022 года Всеволод Королёв был заключён под стражу. В тюрьме «Кресты», в ожидании вынесения приговора, он провёл более полутора лет. У Королёва были проблемы со здоровьем ещё до заключения в «Кресты» — удалена щитовидная железа, болезнь зубов и желудка. Фельдшер в «Крестах» подтвердил, что в заключении нет возможности лечить заболевания Королёва, этого не отрицал и врач СИЗО. 5 октября 2022 года дело было передано в Выборгский районный суд Петербурга. 28 ноября началось рассмотрение дела. В январе начался допрос свидетелей. На протяжении первых шести месяцев, с декабря 2022 года и до июня 2023 года, обвинение безуспешно пыталось доказать вину режиссёра.
Обвинение приобщило к доказательствам совершенно не относящиеся к делу улики, среди которых — плакаты 2019—2020 годов, которые не запрещены законом; блокноты с записями, которым пять лет, и в которых не написано о войне, а есть личные мысли. 10 января 2024 года адвокат попросила исключить из дела не относящиеся к делу документы, но судья ответила отказом.
8 февраля был допрошен свидетель обвинения Василий Марчук. В этот день Всеволоду Королёву первый раз за семь месяцев нахождения в изоляторе позволили увидеться с близкими.
После того как оказалось, что показания обоих свидетелей совпадают дословно, адвокат Королёва настояла на их допросе, и суд отложил слушание дела до 15 февраля:

Протоколы допросов незнакомых людей разного возраста, с разным уровнем образования написаны словно под копирку: они совпадают не только дословно, но вплоть до знаков препинания
Имели место нарушения даже в порядке проведения экспертизы: следователь назначил лингвистическую экспертизу, а проведена была политолого-лингвистическая экспертиза. Заключение политолога Ольги Сафоновой и лингвистки Аллы Тепляшиной сводилось к тому, что «автор распространял заведомо ложную информацию», и они посчитали, что им двигал «мотив политической ненависти и вражды». По мнению экспертов Центра экспертиз СПбГУ, абсолютно вся информация, которая исходит от российского министерства обороны, всегда является имманентной правдой. Определение того, что является правдой, а что нет, получило следующую формулировку: «действительности соответствуют только те данные, которые содержатся в брифингах и пресс-релизах Министерства обороны РФ. Всё остальное — ложь».
Согласно версии следствия Всеволод Королёв распространил «заведомо ложные сведения о событиях в Буче, Бородянке, Донецке и Мариуполе». В связи с этим его обвинили в «распространении фейков о российской армии» за создание двух сообщений в российской социальной сети «ВКонтакте».
Изначально следствие заявило, что Михаил Баранов и Владимир Шатохин якобы обнаружили в соцсети посты Всеволода Королёва и проинформировали о них российские правоохранительные органы. Однако впоследствии эти единственные два свидетеля отказались от своих показаний. Баранов заявил: 

Ходить в отдел, сдать человека — я такого не стал бы делать, такого не было… Каждый человек может писать всё, что хочет. Это выражение свободы слова, на которое имеет право каждый
Обвинение утверждало, что свидетеля Шатохина, заметившего информацию о действиях российской армии на территории Украины, которую распространил в сети подсудимый, допрашивал сотрудник центра «Э» Василий Марчук. Сам Василий Марчук в суде рассказал, что он никогда не проводил допрос Шатохина. Сам Шатохин уточнил, что не только «не помнит, как было дело», но и соцсетью «ВКонтакте» давно не пользуется. Шатохин заявил, что они «выпили по стакану со следователем и разошлись».
Второй свидетель Михаил Баранов на суде также отрицал версию следствия. Более того, он высказался в защиту Всеволода Королёва и заявил, что оперативники, в нарушение закона, вынудили его дать показания под давлением, а также угрожали возбудить уголовное дело против него самого. Следователь указывал Баранову, что именно тот обязан написать в своих показаниях. Следователь вынуждал свидетеля писать то, чего не было и, в частности, требовал чтобы Баранов написал как «испытывал злость и недовольство» от чтения постов в социальной сети. Баранов в суде прямо заявил: «Даже если тогда меня что-то разозлило, то сейчас, исходя из нынешних событий, моё мнение поменялось, сейчас я считаю, что это свобода слова». Баранов также заявил, что он поставил к посту Королева «лайк», «чтобы больше людей могли увидеть эту информацию, чтобы понимали, что происходит у нас в стране и почему».
После того, как все показания свидетелей распались, обвинение пришлось строить на анализе слов сотрудников Центра экспертиз СПбГУ — Анастасии Гришаниной, Ольги Сафоновой и Аллы Тепляшиной, выводы которых подвергли жёсткой критике независимые специалисты.
В январе 2024 года в суде была представлена научная рецензия. Авторами рецензии являются лингвист Игорь Жарков (провёл более 800 экспертиз, из них 170 судебных) и эксперт сообществ ГЛЭДИС и Amicus Curiae психолог Вероника Константинова. Оба эксперта высказали критику в адрес Сафоновой и Тепляшиной и привели свои выводы, уточнив, что обвинение «нарушает базовые требования как с точки зрения логики и методов, так и с точки зрения обычного русского языка». Эксперты уточнили, что в постах Королёва во-первых, «нет утверждений о фактах использования ВС РФ на территории Украины», а во-вторых, «нет оценочных суждений, которые свидетельствовали бы о том, что автор плохо высказывается о военнослужащих российской армии, не говоря уже о вражде или ненависти, питаемой к ним». В-третьих, у Королёва не было цели информировать население о фактах, а он выражал своё мнение, так как был уверен в своих словах, и попытка приписать ему «заведомую ложность» не соответствует действительности.
Адвокат Королёва Мария Зырянова отметила, что в деле есть множество ошибок и противоречий, среди которых несовпадение времени составления акта осмотра страницы в соцсети и сохранения скриншотов, указано место совершения «интернет-преступления» (домашний адрес Королёва), хотя посты размещались через VPN и уточнить, кто и откуда их делал, невозможно и так далее.
20 марта 2024 года судья Выборгского районного суда Санкт-Петербурга Марина Викторовна Горячева приговорила Всеволода Королёва к трём годам колонии общего режима. 2 июля 2024 городской суд Санкт-Петербурга ужесточил приговор до семи лет колонии.